# Rhodactina
Rhodactina is een geslacht van schimmels behorend tot de familie Boletaceae. De typesoort is Rhodactina himalayensis.

## Soorten
Het geslacht bestaat uit de volgende drie soorten (peildatum oktober 2023):
| Soortnaam                | Auteur(s)                             | Publicatiejaar |
| ------------------------ | ------------------------------------- | -------------- |
| Rhodactina himalayensis  | Pegler & T.W.K. Young                 | 1989           |
| Rhodactina incarnata     | Zhu L. Yang, Trappe & Lumyong         | 2006           |
| Rhodactina rostratispora | S. Vadthanarat, O. Raspé & S. Lumyong | 2018           |